# Du bist Style
Du bist Style! ist eine Kinderdoku, die seit 2014 von der Produktionsfirma kurhaus production Film & Medien GmbH im Auftrag des Südwestrundfunks (SWR) für den KiKA produziert wird. Sendestart der Serie war der 15. September 2014.

## Handlung
Bei Du bist Style! haben Jugendliche die Möglichkeit, ihre teils ausgemusterten Klamotten einem Style-Check zu unterziehen. Dazu bekommen sie eine Modedesignerin und einen Modedesigner zur Seite gestellt. Mit ihnen kreieren die Jugendlichen neue Looks und schneidern und basteln eigene Kleidungsstücke und Accessoires. Bei einem Hair- und Make-up-Artist bekommen sie Pflegetipps für Haut und Haar.
In der ersten Staffel von 2014 konnten acht Jugendliche aus Mannheim ihren Style aufpeppen. Vier Mädchen und vier Jungs probierten viele Outfits aus, bis sie ihren perfekten Look gefunden hatten.
Die zweite Staffel von 2014 wurde in Berlin aufgezeichnet. Acht Jugendliche bekamen die Chance, einen neuen Style für sich zu entdecken. Vier Mädchen und vier Jungs suchten wieder nach dem schicksten Outfit.
In der dritten Staffel von 2016 konnten wieder vier Mädchen und vier Jungs aus Düsseldorf ihren Style aufpeppen.
Drehort der vierten Staffel war 2016 Leipzig. Dort waren acht Jugendliche auf der Suche nach ihren künftigen Lieblingsoutfits.

## Ausstrahlung
Die 8 Folgen der ersten Staffel wurden vom 15. September bis zum 25. September 2014 bei KiKA ausgestrahlt. Die zweite Staffel wurde 2014 produziert und vom 11. Mai bis 21. Mai 2015 bei KiKA ausgestrahlt. Die dritte Staffel wurde ab dem 18. April 2016 bei KiKA ausgestrahlt. Die vierte Staffel startete am 4. Juli 2016 bei KiKA.

## Webseite
Im Internetangebot von Du bist Style! werden alle Do-it-yourself-Tipps noch einmal genau erklärt. Außerdem gibt es eine Anleitung zum Selbermachen. Viele nützliche Styling-Tipps und Rezepte für natürliche Kosmetik finden sich ebenfalls auf der Webseite. Die Webseite gehört zum SWR Kindernetz.